# 坂野常礼
坂野 常礼（さかの つねひろ、1902年（明治35年）2月27日 - 没年不明）は、日本の実業家。阪急バス監査役。

## 人物
岡山県出身。坂野鉄次郎の長男。1927年、京都帝国大学法科卒業。新京阪電鉄に入社。1954年、関西観光自動車専務取締役に就任。
宗教は日蓮宗。趣味は囲碁、園芸。住所は兵庫県芦屋市宮塚町。

## 家族・親族
坂野家
- 父・鉄次郎（1873年 - 1952年、岡山県津高郡野谷村出身、岡山士族、逓信官僚、貴族院議員）[3]
- 母・亀代の（1881年 - ?、岡山、高見周吉の長女）[3]
- 妻・寿々子（1908年 - ?、兵庫、山本寿雄の長女）[4]
- 長女（八馬汽船社長八馬安二良の長男の妻）[2]
- 二女[1]（長瀬産業社長長瀬誠造の妻）[2]
- 三女[1]
- 四女[1]（ダイエー会長中内㓛の弟で、神戸ポートピアホテル会長中内力の妻）[2]